# Heinz Peter Geißler
Heinz Peter Geißler (* 23. Juli 1962 in Fischen im Allgäu) ist ein deutscher Schriftsteller.

## Leben und Werk
Heinz Peter Geißler studierte Philosophie an der Hochschule für Philosophie München mit Abschluss M. A. Er lebt in München und Cormoret/Schweiz und ist freiberuflich als Lektorats- und Redaktionsmitarbeiter für verschiedene Verlage tätig; unter der Namensvariante Peter Geißler veröffentlichte er Kinderbücher.
1997 erhielt er das Literaturstipendium der Landeshauptstadt München.
2022 gewann er mit seiner Kurzerzählung Unsere berühmte argentinische Stille den Schwäbischen Literaturpreis zum Thema „Lost Places. Verlorene Orte“.
2024 erhielt er für ein Lyrikprojekt ein Stipendium des Deutschen Literaturfonds.

## Publikationen

### Kinderbücher
- Meins und Deins. Illustration: Almud Kunert. Hanser, München 2000.
- Fritzi und sein Dromedar. Illustration: Almud Kunert. Hanser, München 2006.
- Ich kenn mich schon gut aus! Illustration: Almud Kunert. Hanser, München 2002.
- Hast du Angst vor Gespenstern? Illustration: Kat Menschik. Hanser, München 2003.

### Lyrik und Prosa
- Ich geh mir einen Vogel fangen. u. a. Engeler, Schupfart 2021, ISBN 978-3-906050-83-6.
- grüne Tiefe. Engeler, Schupfart 2022, ISBN 978-3-907369-00-5.
- schwarz das Fell die Schuppen die Haut. Engeler, Schupfart 2024, ISBN 978-3-907369-27-2
- Schachteln. Klingental, Basel 2024, ISBN 978-2-940765-02-7
- ich lieg in deiner Hand drin. Klingental, Basel 2025, ISBN 978-2-940765-14-0